# UFC 133
UFC 133: Evans vs. Ortiz（ユーエフシー・ワンサーティスリー：エヴァンス・バーサス・オーティズ）は、アメリカ合衆国の総合格闘技団体「UFC」の大会の一つ。2011年8月6日、ペンシルベニア州フィラデルフィアのウェルズ・ファーゴ・センターで開催された。

## 大会概要
本大会ではラシャド・エヴァンスとティト・オーティズによるライトヘビー級ワンマッチが組まれた。

## 試合結果

### プレリミナリーカード
第1試合 ミドル級ワンマッチ 5分3R
○  ハファエル・ナタル vs.  ポール・ブラッドリー ×
3R終了 判定3-0（30–27、29–28、29–28）
第2試合 フェザー級ワンマッチ 5分3R
○  マイク・トーマス・ブラウン vs.  ナム・ファン ×
3R終了 判定3-0（29–27、29–28、29–28）
第3試合 バンタム級ワンマッチ 5分3R
○  アイヴァン・メンジバー vs.  ニック・ペース ×
3R終了 判定3-0（29–28、29–28、29–28）
第4試合 ウェルター級ワンマッチ 5分3R
○  ジョニー・ヘンドリックス vs.  マイク・ピアース ×
3R終了 判定2-1（28–29、29–28、29–28）

### Spike中継カード
第5試合 フェザー級ワンマッチ 5分3R
○  チャド・メンデス vs.  ハニ・ヤヒーラ ×
3R終了 判定3-0（30–27、30–27、30–27）
第6試合 ライトヘビー級ワンマッチ 5分3R
○  アレクサンダー・グスタフソン vs.  マット・ハミル ×
2R 3:41 TKO（パウンド）

### メインカード
第7試合 ウェルター級ワンマッチ 5分3R
○  ローリー・マクドナルド vs.  マイク・パイル ×
1R 3:54 TKO（パウンド）
第8試合 ミドル級ワンマッチ 5分3R
○  コンスタンティノス・フィリッポウ vs.  ホルヘ・リベラ ×
3R終了 判定2-1（28–29、29–28、29–28）
第9試合 ウェルター級ワンマッチ 5分3R
○  ブライアン・エバーソール vs.  デニス・ホールマン ×
1R 4:28 TKO（グラウンドの肘打ち）
第10試合 ミドル級ワンマッチ 5分3R
○  ビクトー・ベウフォート vs.  秋山成勲 ×
1R 1:52 KO（左ストレート→パウンド）
第11試合 ライトヘビー級ワンマッチ 5分3R
○  ラシャド・エヴァンス vs.  ティト・オーティズ ×
2R 4:48 TKO（パウンド）

### 各賞
ファイト・オブ・ザ・ナイト： ラシャド・エヴァンス vs. ティト・オーティズ
ノックアウト・オブ・ザ・ナイト： ビクトー・ベウフォート
サブミッション・オブ・ザ・ナイト： 該当者なし
各選手にはボーナスとして70,000ドルが支給された。